# Jens Peter Jacobsen
Jens Peter Jacobsen (Jutlandia, 7 de abril de 1847 – 30 de abril de 1885) fue un naturalista y autor danés fundador de la escuela naturalista en la literatura danesa.

## Biografía
Nació en Thisted, un pueblo situado al noroeste de Jutlandia (Dinamarca). Desde su niñez mostró interés por la ciencia y la literatura. Estudió botánica en la Universidad de Copenhague en 1868 y fue galardonado en 1872 con la medalla de oro de la Academia Danesa por su contribución al desarrollo de esa ciencia en su país.
Su interés por Darwin le llevó a desarrollar varias tesis. Escribió artículos sobre ciencia en distintas publicaciones y tradujo El origen de las especies (1871-1873) y La descendencia del hombre y la selección sexual (1874) de Charles Darwin. Su producción literaria propia se reduce a dos novelas, algunas narraciones breves y numerosos poemas.
Jacobsen contrajo la tuberculosis a comienzos de la década de 1870 y pasó el resto de su vida luchando contra ella, lo cual, aunque le trajo dificultades, no le impidió continuar escribiendo y desarrollar un estilo en el que abundan precisas descripciones de la naturaleza.
Aunque Jacobsen fue ensalzado en su época como el literato que introdujo el naturalismo en Dinamarca, no escapó a las críticas de quienes consideraban su estilo un realismo simplicista. Sin embargo, hoy en día se le acepta no sólo como el fundador de la escuela naturalista danesa, sino también su mejor representante.

## Obras
Mogens (1872) fue el primero de los libros de relatos cortos que publicó Jacobsen, y está considerado como la primera obra del naturalismo literario danés.
Después, comenzó una novela histórica, Maria Grubbe (1876), en la cual trabajó durante tres años aunque la dejó de lado para viajar a Alemania e Italia. Se trataba de un detallado estudio psicológico de la personalidad de una mujer cuyos deseos naturales eran más fuertes que la presión de la sociedad en la que vivía. De ser un miembro destacado de la alta sociedad va descendiendo de clase social.
Su segunda novela, Niels Lyhne (1880), describe la búsqueda de un hombre deseoso de hallar un significado a su vida.

### Otras publicaciones
- jens peter Jacobsen, steen steensen Blïcher, august Strindberg, selma Lagerlöf, knut Hamsun, amalie Skram. 1984. Las mejores novelas de la literatura universal: La novela escandinava en el siglo XIX. Volumen 20. Editor Cupsa, 855 pp. ISBN 8439002084

### Obras traducidas al español
- Mogens y otros cuentos (1872)
- La señora Maria Grubbe (1876)
- Niels Lyhne (1880)